# 辛烜然
辛烜然（1510年—？），字養晦，山西太原府石州（今离石县）人，軍籍，明朝政治人物。

## 生平
嘉靖十三年（1534年）甲午科山西鄉試第四十六名舉人。嘉靖十七年（1538年）中式戊戌科會試第一百三十名，登第二甲第六十九名進士。三十七年（1558）任长芦盐运司同知，嘉靖四十一年（1562）离任，后来官至山東萊州府知府。有《芦台诗集》行于世。

## 家族
曾祖辛憲；祖父辛文淵，知府；父辛柱，府通判。母張氏（贈孺人）；繼母郝氏（封孺人）。具慶下。